# Humistor

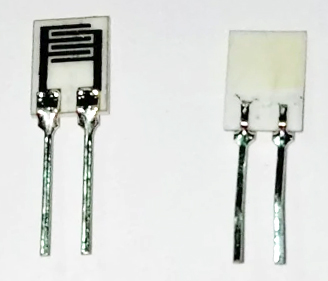
Imagen de un humistor

Un humistor es un tipo de resistencia eléctrica variable cuyo valor depende de la humedad.

## Construcción
Un humistor tiene una composición cerámica que comprende al menos un componente que tiene una simetría cúbica de tipo espinela que puede ser MgCr2O4, FeCr2O4, NiCr2O4, CoCr2O4, MnCr2O4, CuCr2O4, Mg2TiO4, Zn2TiO4, Mg2SnO4 y Zn2SnO4 y, si se desea, al menos un componente del grupo TiO2, ZrO2, HfO2 y SnO2. Un sensor de humedad tiene una parte de detección que normalmente comprende una resistencia sensible a la humedad compuesta de un polímero orgánico, como una resina de poliamida, cloruro de polivinilo o polietileno, o un óxido metálico.

## Funcionamiento
Un sensor de humedad capacitivo detecta la humedad basándose en un cambio de capacitancia entre dos electrodos de detección provistos en un sustrato semiconductor. El sensor de humedad de tipo capacitivo detecta la humedad midiendo el cambio en la capacidad electrostática de un elemento respecto a la humedad ambiental. Un sensor de humedad resistivo detecta la humedad relativa midiendo el cambio en la resistencia de un elemento respecto a la humedad ambiental. La mayoría de los sensores de humedad de tipo resistivo incluyen un elemento sensor de óxido metálico, polimérico o electrolítico. Un sensor de impedancia de humedad cambia su impedancia eléctrica a medida que cambia la humedad del entorno circundante, y la impedancia medida se convierte en lecturas de humedad.

## Aplicaciones
Los sensores de humedad se pueden usar no solo para medir la humedad en una atmósfera, sino también para controlar automáticamente humidificadores, deshumidificadores y acondicionadores de aire para ajustar la humedad.